# 原ともえ
原 ともえ（はら ともえ・1983年3月26日 - ）は、茨城県出身の元レースクイーンである。
愛称は“原ちゃん”。
本名は小林朋恵。
2007年レースクイーンとしてデビュー。その後は撮影会を中心に活動していたが、2009年2月、結婚を機に所属していたフェイスネットワークを退所した。

## 人物
- 趣味：ショッピング、映画鑑賞、カラオケ、スポーツ観戦
- 特技：スノーボード、クラリネット
- 歯科衛生士免許の資格を持っている。

## 活動
- 2007年 SUPER GT「TAKATAレースクイーン」